# Нова сила (партия в Тайван)
„Нова сила“, позната също като Сила на времето (на китайски: 時代力量; на пинин: Shídài Lìliàng) е лявоцентристка либерална политическа партия в Тайван. 
Основана е през 2015 година на основата на опозиционното движение срещу авторитарния режим на Гоминдана и се Политическата ориентация на силите на времето е „средна лява“, а целта е да се играе ключова реформаторска сила, предлагаща „прогресивна стойност“, „откритост и прозрачност“ и „нормализиране на националния статут на Тайван“.Партия „Нова сила“ и Демократическа прогресивна партия имат сходни политически предложения относно дипломацията и националната отбрана, но първата се надява ефективно да наблюдава и балансира Минджинданк и да се придържа към много политически постижения.Проблеми и стана защитник на местните левичари в страната.